# Haematopota camicasi
Haematopota camicasi är en tvåvingeart som beskrevs av Percy Edward Raymond och Chateau 1977. Haematopota camicasi ingår i släktet Haematopota och familjen bromsar.
Artens utbredningsområde är Senegal. Inga underarter finns listade i Catalogue of Life.